# Gustav Wilhelm Wolff
Gustav Wilhelm Wolff (ur. 14 listopada 1834 w Hamburgu, zm. 17 kwietnia 1913 w Londynie) – brytyjski stoczniowiec, przedsiębiorca i polityk pochodzenia niemiecko-żydowskiego, współzałożyciel stoczni Harland and Wolff w Belfaście.
Syn hamburskiego kupca, w 1849 roku emigrował do Liverpoolu, gdzie zamieszkał z wujem Gustavem Schwabe, który był wspólnikiem w spółce żeglugowej. Wolff edukację odbył w Liverpool College, następnie podjął praktyki w zakładach maszynowych Joseph Whitworth & Co. W 1855 roku podjął pracę jako kreślarz w zakładach w Hyde. W 1857 roku za sprawą wuja został pomocnikiem Edwarda Harlanda, kierownika stoczni Robert Hickson & Co. w Belfaście. Cztery lata później Harland i Wolff wspólnie założyli spółkę stoczniową Harland and Wolff. Wolffowi udało się pozyskać licznych kontrahentów dla stoczni, zarówno w Wielkiej Brytanii jak i Niemczech, w czym pomogły mu kontakty ze społecznością żydowską w obu krajach. Wolff był skromny w ocenie własnych zasług dla przedsiębiorstwa, z którym związany był do 1906 roku.
W latach 1892–1910 zasiadał w Izbie Gmin, jako poseł Partii Konserwatywno-Unionistycznej, reprezentując okręg Belfast East.